# Серафим (Свежевский)
Архиепископ Серафи́м (в миру Константин Николаевич Свежевский; 14 августа 1899, Проскуров, Подольская губерния — 13 сентября 1996, Новодивеевский монастырь, Нануэт, штат Нью-Йорк, США) — архиерей Русской Православной Церкви Заграницей, архиепископ Каракасский и Венесуэльский.

## Биография

### Военная служба
Из семьи потомственных военных. В мае 1909 году девятилетним мальчиком поступил в Одесский кадетский корпус. В 1915 году корпус получил шефство великого князя Константина Константиновича и стал называться Одесский великого князя Константина Константиновича кадетский корпус. О своей принадлежности к кадетам он впоследствии никогда не забывал.
В мае 1916 года после его окончания и был принят в Одесское Сергиевское артиллерийское училище. Курс обучения во время войны был предельно сокращён, поэтому 15 февраля 1917 года он кончает его. Произведён в офицеры и направлен в 26-ю артиллерийскую дивизию на Румынский фронт, куда прибыл 2 марта 1917 года, в день отречения Николая II.
На фронте Константин оставался вплоть до начала 1918 года, когда уже после Октябрьского переворота прежняя царская армия фактически развалилась. В январе 1918 года вернулся с фронта с группой своих солдат. Поселился в Ростове Великом, где его отец был воинским начальником. Затем семья поселилась в Екатеринославе.
В конце августа 1918 года поехал в Новочеркасск и поступил в ряды Добровольческой армии. Он был назначен на бронепоезд «Офицер» и участвовал во взятии Армавира. В рядах белых он встретил своего старшего брата, к тому времени уже полковника, Бориса Свежевского.
Был офицером-ариллеристом на бронепоезде «Офицер», сражался в рядах Белой армии под Армавиром. В составе 2-й гаубичной батареи — под Ставрополем, на Северном Кавказе в Кубанской дивизии генерала Покровского, который также окончил в своё время Одесский кадетский корпус. Эта дивизия входила в состав армии генерала Врангеля, наступавшей на Царицын.
Не доходя до Царицына, заболел сыпным тифом и пролежал три недели без сознания в госпитале Новочеркасска. После госпиталя опять в действующей армии в Царицыне. За военную службу (1917—1918) был награждён орденом святого Станислава 3-й степени с мечами и бантом.
В октябре 1919 года был отправлен на учёбу в Севастополь в офицерскую школу, не окончив которой стал служить в Донской полигонной батарее в дивизии генерала Морозова на Перекопе. Участвовал в боях в северной Таврии.

### В эмиграции
В ноябре 1919 года в остатками белых частей был эвакуирован в Константинополь, затем переехал на Лемнос, далее в Болгарию, в составе Донской офицерской батареи, а затем в Бельгию, где работал на заводах.
После начала Второй мировой войны и оккупации Бельгии переехал в Германию, работал в Берлине.

### Церковное служение
По окончании войны поступил в новооткрывшийся монастырь преподобного Иова Почаевского в Мюнхене, где 28 августа 1947 года пострижен в малую схиму с именем Серафим в честь преподобного Серафима Саровского, а 10 сентября 1948 года был рукоположён митрополитом Анастасием (Грибановским) в сан иеродиакона.
В январе 1949 года переехал в Свято-Троицкий монастырь в Джорданвилле и в 20 апреля 1952 года был рукоположён архиепископом Виталием (Максименко) в сан иеромонаха.
В 1954 году окончил Свято-Троицкую Духовную семинарию в Джорданвиле, штат Нью-Йорк.
9 мая 1956 года архиепископом Виталием (Максименко) был возведён в достоинство игумена.
24 октября того же года назначен настоятелем Собора в Детройте.
16 февраля 1957 года назначен настоятелем Николаевского собора в Каракасе с возведением в сан архимандрита.
17 марта 1957 года в Нью-Йорке был рукоположён во епископа Каракасского и Венесуэльского и возглавлял эту кафедру 27 лет. По собственному признанию: «Раскол, который был учинён в Венецуэльской епархии с живейшим участием Иоанна Шаховского, ко времени моего приезда почти изживался <…> Я понимал, что они много надежд связывают с моим прибытием, ведь я был первым епископом на этой кафедре».
С 16 августа 1968 по 1977 года временно управлял также и Сан-Паульской епархией, при этом его титул значился «Архиепископ Бразильский, Сан Паульский и Венецуэльский».
18 сентября 1968 года возведён в сан архиепископа.
12 августа 1983 года «на основании заявления Преосвященного Архиепископа Серафима Каракасского о невозможности для него управлять дальше епархией по его состоянию здоровья», Архиерейский Собор РПЦЗ постановил: «По освобождении его Синодом от кафедры Каракасской и Венецуэльской, Архиепископ Серафим может иметь пребывание на покое в Сан-Диего, с правом участия в Архиерейских Соборах»
Проживал в Лос-Анджелесе, Сан-Франциско и Сакраменто. В 1985—1992 годы служил в Покровском храме в городе Лос-Анджелес. Настоятель прихода, протоиерей Александр Милеант, его семья и все прихожане очень привязались к архиепископу Серафиму. По воспоминаниям Родиона Нахапетова, познакомившегося с ним в Лос-Анджелесе: «Приглядываясь к владыке Серафиму, я видел его светлый лик и душевную открытость, его желание помочь, поддержать. Это был архиерей старой закалки, интеллигентный и сильный духовно. Его нежность, теплота, сердечность поразили меня».
После этого до конца жизни приживал при Ново-Дивеевском монастыре. Жить в Свято-Троицком монастыре в Джорданвилле не решался из-за сурового климата, однако, с радостью посещал монастырь и присутствовал на выпускных актах Свято-троицкой духовной семинарии.
В 1993 году в интервью журналу «Возвращение» Серафим сказал: «Сестры возят меня на молитву в кресле, сам я уже не хожу».
Скончался 13 сентября 1996 года в Ново-Дивееве. Отпевание и погребение состоялось 16 сентября 1996 года; в нём участвовали архиепископ Сиракузско-Троицкий Лавр (Шкурла), епископ Ишимский и Сибирский Евтихий (Курочкин), епископ Симферопольский Агафангел (Пашковский) и епископ Манхэттенский Гавриил (Чемодаков). Похоронен в Свято-Троицком монастыре в Джорданвилле.

## Труды
- Славный труженик на Ниве Христовой (К 25-летию Архиерейства преосвященного Архиепископа Виталия) // Православная Русь. — 1976. — № 13. — С. 4-5.
- К 40-летию архипастырского служения Высокопреосвященного Митрополита Виталия // Православная Русь. — 1991. — № 13 (1442). — С. 2-3.
- Из бесед Архиепископа Серафима (Свежевского), Каракасского и Венесуэльского